# Actaea (księżyc)
Actaea – księżyc planetoidy (120347) Salacia.

## Odkrycie i nazwa
Księżyc Actaea został odkryty 21 lipca 2006 roku za pomocą Kosmicznego Teleskopu Hubble’a przez zespół astronomów w składzie: K.S. Noll, H.F. Levison, D.C. Stephens. Otrzymał najpierw prowizoryczne oznaczenie S/2006 (120347) 1. W 2011 roku nadano mu nazwę Actaea, pochodzącą od jednej z mitologicznych nereid.

## Właściwości fizycznie i orbita
Średnica księżyca wynosi ok. 286 km, okres obiegu obydwu składników wokół wspólnego środka masy to ok. 5,5 dnia. Odległość między obiektami to ok. 5619 km (± 87 km).